# Waldspurgers sats
Inom matematiken är Waldspurgers sats, introducerad av Jean-Loup Waldspurger 1981, ett resultat som identifierar Fourierkoefficienterna av modulära former med vikt k+1/2 med värdet av en L-serie vid s=k/2.